# Yitic
Yitic es una localidad del estado mexicano de Chiapas. Es parte del municipio de Chamula.

## Demografía
| Gráfica de evolución demográfica |
|                                  |

| Censo | Población |
| ----- | --------- |
| 1950  | 83        |
| 1960  | 152       |
| 1970  | 258       |
| 1980  | 621       |
| 1990  | 876       |
| 2000  | 978       |
| 2010  | 926       |
| 2020  | 1 371     |